# الحوشب (عكار)
الحوشب هي قرية لبنانية من قرى قضاء عكار في محافظة الشمال. تقع في تجمع للقرى يسمى الدريب الأوسط.

## أعلامها
- سليمان العلي